# Usine Ferrari de Maranello
Pour les articles homonymes, voir Ferrari.
L'usine Ferrari de Maranello est depuis 1942, le siège social, bureau d'études et usine de production historique et mythique de Ferrari et la scuderia Ferrari, à Maranello, à 20 km au sud de Modène, en Émilie-Romagne, en Italie. Le musée Ferrari est fondé en 1990 via Dino Ferrari, en face de la porte d'entrée principale du site industriel.

## Historique

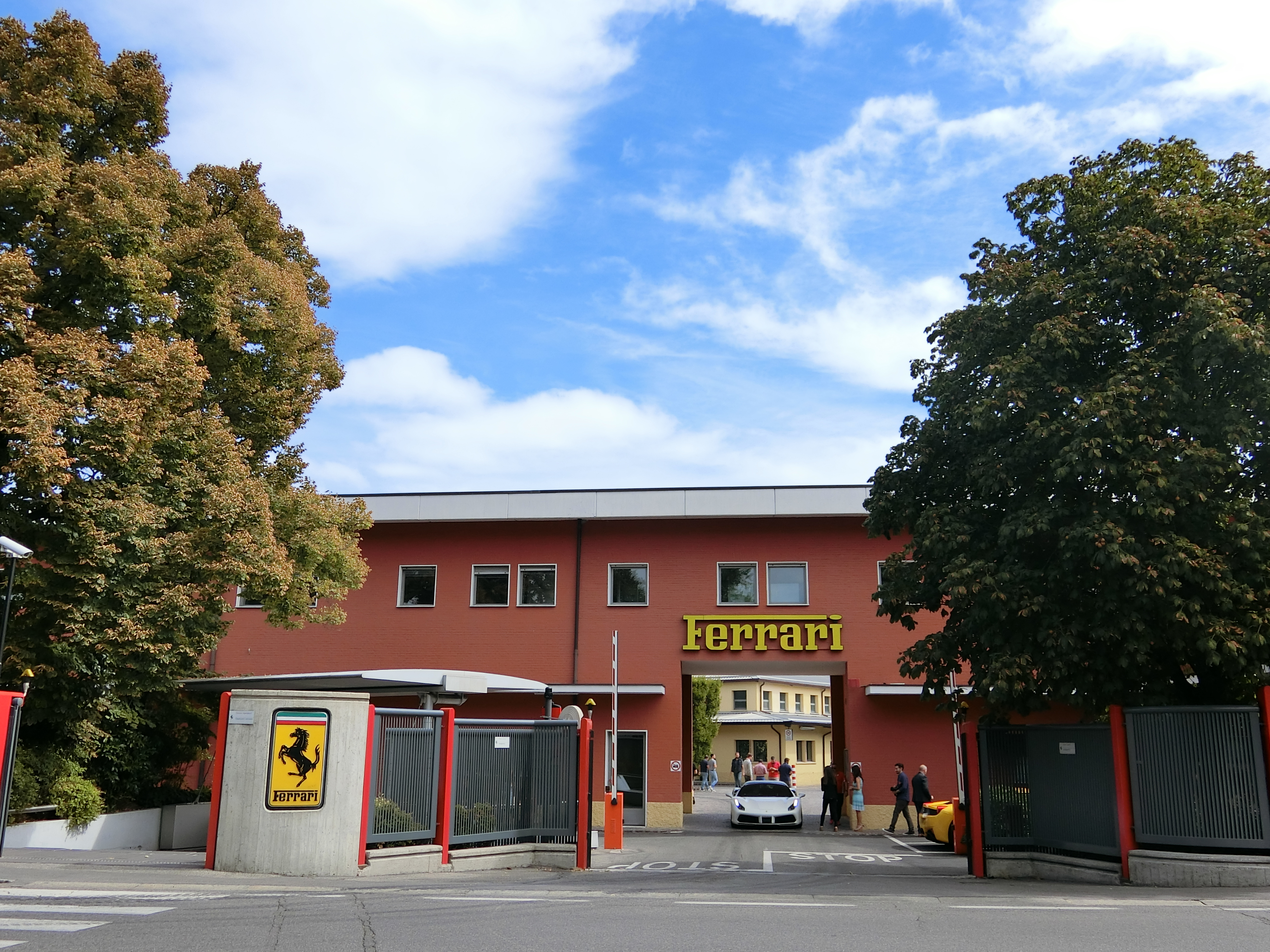
Entrée de l’usine de Ferrari à Maranello en Italie en 2017.

### Contexte
En 1920, Enzo Ferrari devient pilote pour la marque Alfa Romeo, puis fonde la concession Alfa Roméo Scuderia Ferrari à Modène en 1929. 
Après la confiscation d'Alfa Romeo par le président italien Benito Mussolini à titre d'effort de guerre, Enzo Ferrari quitte la marque. Le 13 septembre 1939, il fonde la société Auto Avio Costruzioni à Modène pour fabriquer des machines-outils et des pièces mécaniques d'avions. En 1940 il conçoit et fabrique deux prototypes d'Auto Avio Costruzioni 815, considéré comme la première Ferrari de la marque, et dévoilées à la Mille Miglia 1940.

### Usine à Maranello
Le 3 décembre 1942, Enzo Ferrari ouvre une petite usine à Maranello où il déménage son entreprise en 1943. Le site est bombardé par l'aviation alliée en 1944, et reconstruit à la fin de la Seconde Guerre mondiale en 1946. En 1947, Enzo Ferrari fonde la société de construction automobile Ferrari et conçoit et produit sa seconde voiture de route et de course, la Ferrari 125, qui remporte le Grand Prix automobile de Rome en 1947.
En 1972 le circuit de Fiorano est construit via Gilles Villeneuve, contigu du site industriel, circuit d'essai privé pour tester la production de la marque. 

## Caractéristiques
Le site industriel est étendu à ce jour sur une surface de 551 819 m², avec plus de 40 bâtiments conçus par plusieurs architectes renommés. En 1997, l'entreprise engage Renzo Piano dans la conception d'une soufflerie pour l'usine. Cinq ans plus tard, Luigi Sturchio y construit l'édifice de la Nouvelle logistique de gestion des sports.  En 2004, deux bâtiments conçus par Marco Visconti et Massimiliano Fuksas, le Centre Développement du Produit et l'édifice Nouveau Vernissage, sont inaugurés.  Plus récemment, Ferrari embauche Jean Nouvel pour dessiner le « hall d'assemblage » du site en 2006 qui est livré en 2009.  
Toutes les voitures et prototypes, de route et de course de la marque y sont conçues et fabriquées, par plus de 3000 salariés considérés comme l'élite des travailleurs italiens. En 2007 Ferrari remporte le prix « 100 Best Workplaces in Europe » (les 100 meilleurs lieux de travail d'Europe) de la revue américaine Financial Times.